# Kunčice pod Ondřejníkem
Kunčice pod Ondřejníkem (deutsch Kunzendorf, auch Groß Kuntschitz) ist eine Gemeinde in Tschechien. Sie liegt vier Kilometer östlich von Frenštát pod Radhoštěm und gehört zum Okres Frýdek-Místek.

## Geographie
Kunčice befindet sich am Fuße des Ondřejník-Kammes nördlich der Mährisch-Schlesischen Beskiden im Tal der Tichávka. Östlich erhebt sich die Skalka (964 m), im Südosten liegt der Smrk (1276 m), südlich die Malá Stolová (1009 m), Velká Stolová (1049 m), Kněhyně (1256 m) und Tanečnice (1084 m) sowie im Südwesten der Radhošť (1129 m).

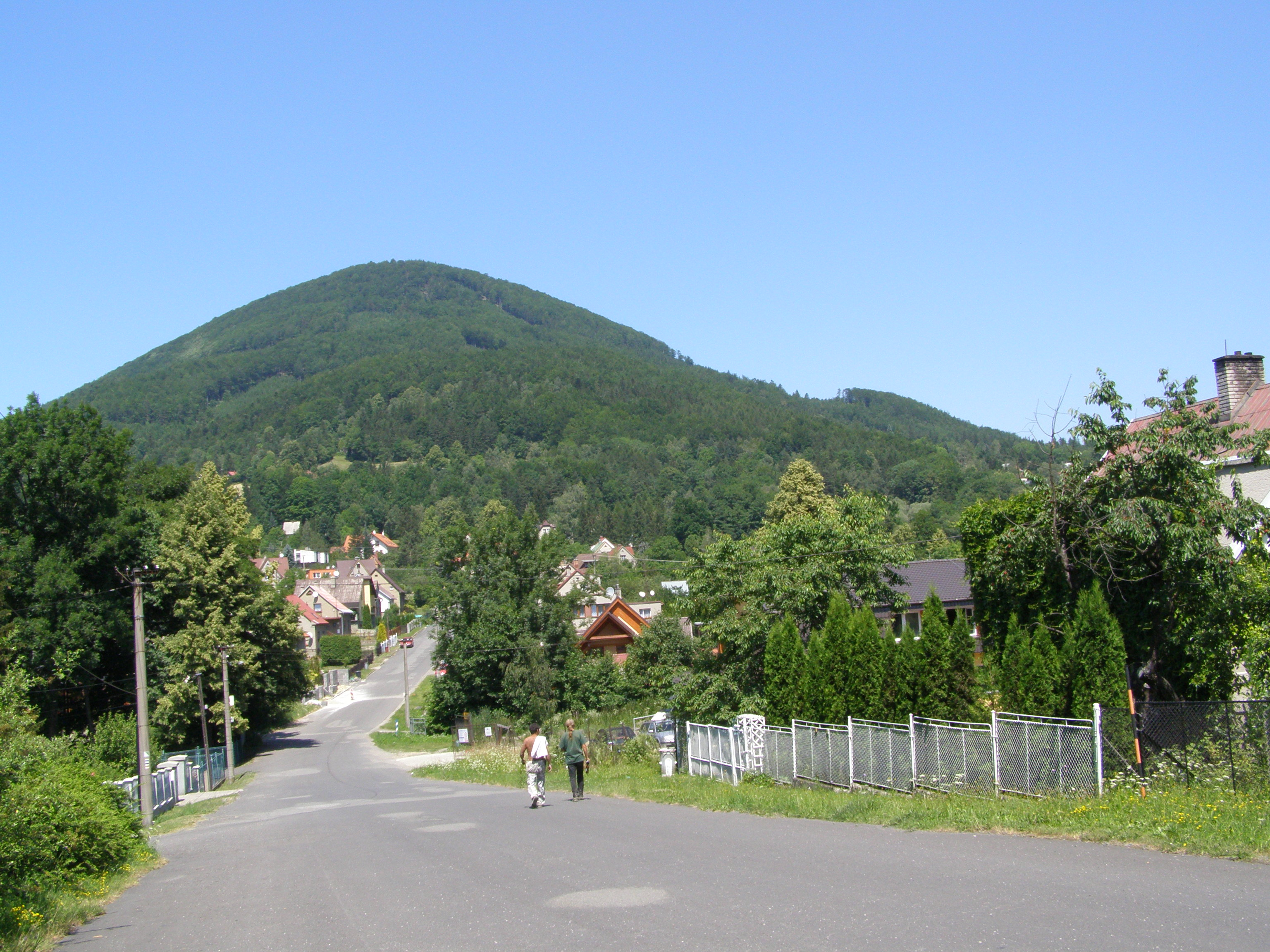
Blick über Kunčice pod Ondřejníkem zur Skalka

Nachbarorte sind Kozlovice im Norden, Pstruží im Nordosten, Čeladná im Osten, Pod Stolovou im Südosten, Na Bystrém und Pustevny im Süden, Trojanovice, Planiska und Liščí Mlýn im Südwesten, Frenštát pod Radhoštěm im Westen sowie Tichá im Nordwesten.

## Geschichte
Das Waldhufendorf Kunzendorf wurde nach alten Überlieferungen zum Beginn des 14. Jahrhunderts während der Amtszeit des Olmützer Bischofs Theoderich von Neuhaus angelegt. Gründer des Dorfes war der in bischöflichen Diensten auf der Burg Hochwald stehende Amtsträger Kunz mit seinen Leuten. Nach seinem Lokator erhielt die neue Ansiedlung den Namen Kunzendorf bzw. auf Tschechisch Kunčice. Kunz erhielt als Belohnung noch fünf Hufen Land zu seiner freien Verwendung und wurde zum Vogt bestimmt. Bis zum Erlöschen der Familie Kunz im Jahre 1499 übte sie über 200 Jahre das Amt des Vogtes in Kunzendorf/Kunčice aus. Etwa zum Anfang des 15. Jahrhunderts wurde in Kunčice eine Glashütte errichtet. 1587 verkaufte Bischof Stanislaus Pavlovský von Pavlovitz die Hütte in Huťařství an den Glasmacher Dominik Schürer. Dieser bedeutende Glasmacher lieferte bis an den Prager Königshof und wurde 1592 durch Rudolf II. als Dominik Schürer von Waldheim in den Adelsstand erhoben. Johann Amos Comenius zeichnete die Glashütte von Kunzendorf 1621 auf seiner Karte der Markgrafschaft Mähren ein. Im Laufe der Jahre änderte sich der Name des Dorfes zur Unterscheidung von gleichnamigen Orten in Hrubé Kunčice. 1676 kaufte Michael Michna die Glashütte von den Schürer von Waldheim. Dieser veräußerte sie 1690 an Jan Konvička, dessen Familie sie nachweislich bis 1797 besaß.
1695 beteiligten sich die Bewohner von Hrubé Kunčice zusammen mit den Nachbardörfern wegen der drückenden Lasten an einem Aufstand gegen die bischöfliche Herrschaft Hochwald. Um 1800 ging die Glashütte ein, wahrscheinlich an dem Absatzeinbruch infolge der Koalitionskriege.
In der ersten Hälfte des 19. Jahrhunderts begann der Bergbau auf Eisenerz, das an die Erzbischöflichen Eisenwerke in Friedland und Čeladná geliefert wurde. Die Blütezeit des Eisenbergbaus war um 1860, 1896 wurde er eingestellt. Der letzte Schacht auf dem Humbark wurde nach 1914 verstürzt.
1848 wurde der Ortsname von Hrubé Kunčice in Velké Kunčice/Groß Kuntschitz geändert. Nach der Aufhebung der Patrimonialherrschaften bildete Velké Kunčice ab 1850 eine Gemeinde im Bezirk Mistek. Zum Ende des 19. Jahrhunderts entwickelte sich das Dorf zu einer beliebten Sommerfrische der wohlhabenden Gesellschaft des Ostrauer Steinkohlenreviers. 1899 eröffneten Vincenc und Anna Dočkal aus Mährisch Ostrau am südlichen Fuße der Skalka an der Gemeindegrenze zu Čeladná ein Hotel mit angeschlossenem Bad und Park. Nachdem der Arzt Jan May aus Mariánské Hory das Hotel sowie die Ansiedlung Pod Skalkou im Jahre 1902 erworben hatte, stiftete er das Hotel als Kurbad und Sanatorium für die Bergarbeiter aus Mährisch Ostrau. Nachdem zum Ende des 19. Jahrhunderts eine Erweiterung des Namens in Velké Kunčice pod Radhoštěm erfolgt war, kam es 1924 zu einer erneuten Änderung des Gemeindenamens in Kunčice pod Ondřejníkem/Kunzendorf. Nach dem Zweiten Weltkrieg wurde Kunčice pod Ondřejníkem dem Okres Frenštát pod Radhoštěm zugeordnet und kam 1961 nach dessen Auflösung zum Okres Frýdek-Místek. 1952 wurde der Badebetrieb in Lázně Skalka eingestellt und das Bad in eine Außenstelle des Bezirkskrankenhauses umgewandelt. Das frühere Kurbad fungiert heute als Rehabilitationszentrum Beskiden. Kunčice pod Ondřejníkem ist heute ein Erholungsort.

## Gemeindegliederung
Für die Gemeinde Kunčice pod Ondřejníkem sind keine Ortsteile ausgewiesen. Zu Kunčice pod Ondřejníkem gehören die Ansiedlungen Maratův Kopec, Na Pekliskách, Pod Stolovou I und Pod Ondřejníkem I.

## Sehenswürdigkeiten

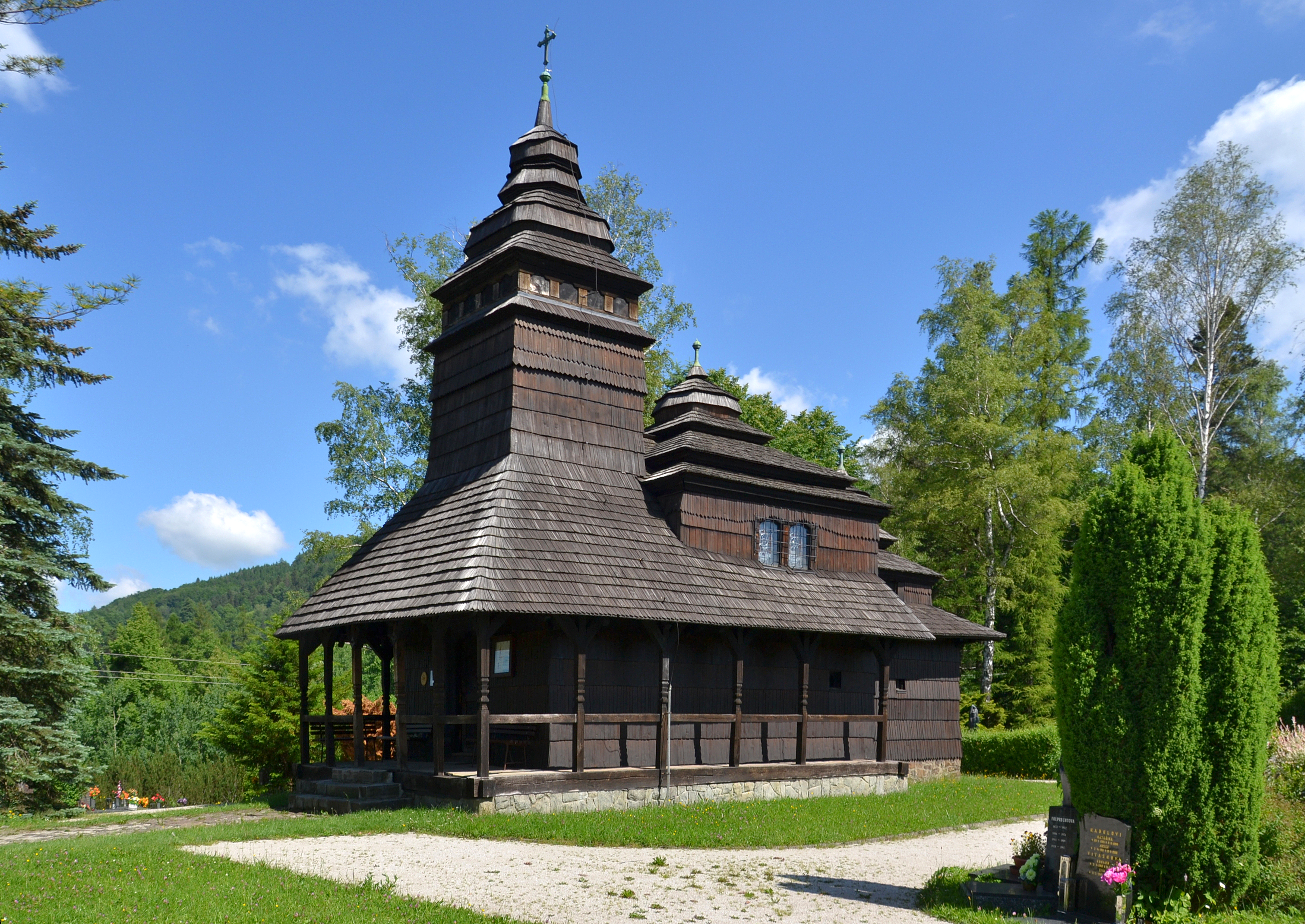
Holzkirche St. Prokop und Barbara

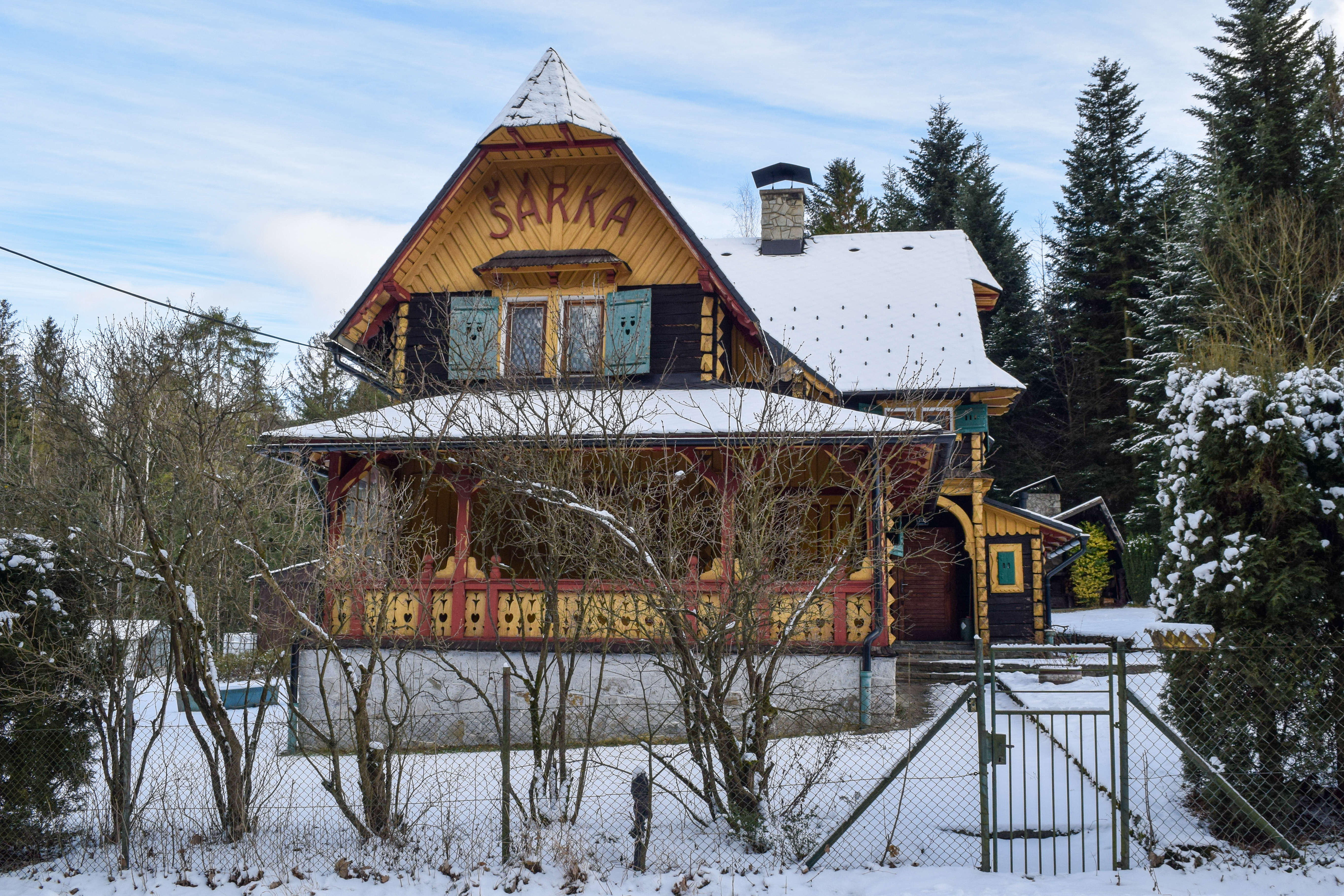
Villa Šárka, errichtet nach Plänen des Architekten Dušan Jurkovič

- Holzkirche St. Prokop und Barbara, das als Russisches Kirchlein bezeichnete Gotteshaus steht seit 1931 im oberen Teil von Kunčice.
- Villa Šárka, der gezimmerte Bau unweit des russischen Kirchleins wurde 1903 nach Plänen von Dušan Jurkovič für den Abgeordneten Fajfrlík errichtet.
- Villa Karolína, in den Jahren 1903–1904 errichtete der Baumeister Šmíd neben der Šárka zwei Villen für Jan Jaterka. Ihr Stil war den von Jurkovič geschaffenen Berghütten in Pustevny nachempfunden. 1911 erwarb Ferdinand Borák eine der Villen und nannte sie Helena. 1926 kaufte der Generaldirektor der Vítkovicer Steinkohlenwerke, Eduard Šebela, die andere Villa und ließ um sie einen Park mit Teich und Kaskaden anlegen. In den 1960er Jahren wurde die Šebela-Villa zum Erholungsheim des Kraftwerkes Karolína. Nach der Privatisierung dient sie heute als Pension.
- Rotunde, das Bauwerk am Platz „Im Wald“ wurde 1928 für den Generalsekretär der Vitkovicer Steinkohlenwerke, Rudolf Zankl, errichtet. Das Interieur stammt aus dem 18. Jahrhundert. Heute dient das Gebäude als Wohnhaus.
- Kapelle der Jungfrau Maria auf den Gvardůvky, errichtet 1888–1890
- Waldhaus Glassner, die Villa wurde 1902 für den Oberbaurat Glassner errichtet
- Gusseisernes Kreuz im Park an der Gaststätte Skalka, auf dem Sandsteinsockel befand sich seit 1666 eine von Jiří Michna aufgestellte Marienstatue. Nachdem die Figur 1773 durch einen Sturm vom Sockel gestürzt war, ließ die Familie Michna sie 1777 wieder errichten. 1847 und 1866 erfolgten durch Spenden finanzierte Reparaturen. Unbekannt ist, zu welchem Zeitpunkt das wahrscheinlich aus den Erzbischöflichen Eisenwerken von Friedland stammende Gußkreuz aufgebracht wurde.
- Galerie Karel Svolinský, die erste Schulgalerie Tschechiens wurde 1992 eröffnet und befindet sich im Gebäude der Grundschule.

## Söhne und Töchter der Gemeinde
- Antonín Pustka (1877–1960), Volksliedersammler
- Metod Doležil (1885–1971), Chorleiter und Musikpädagoge